# ヨネイ

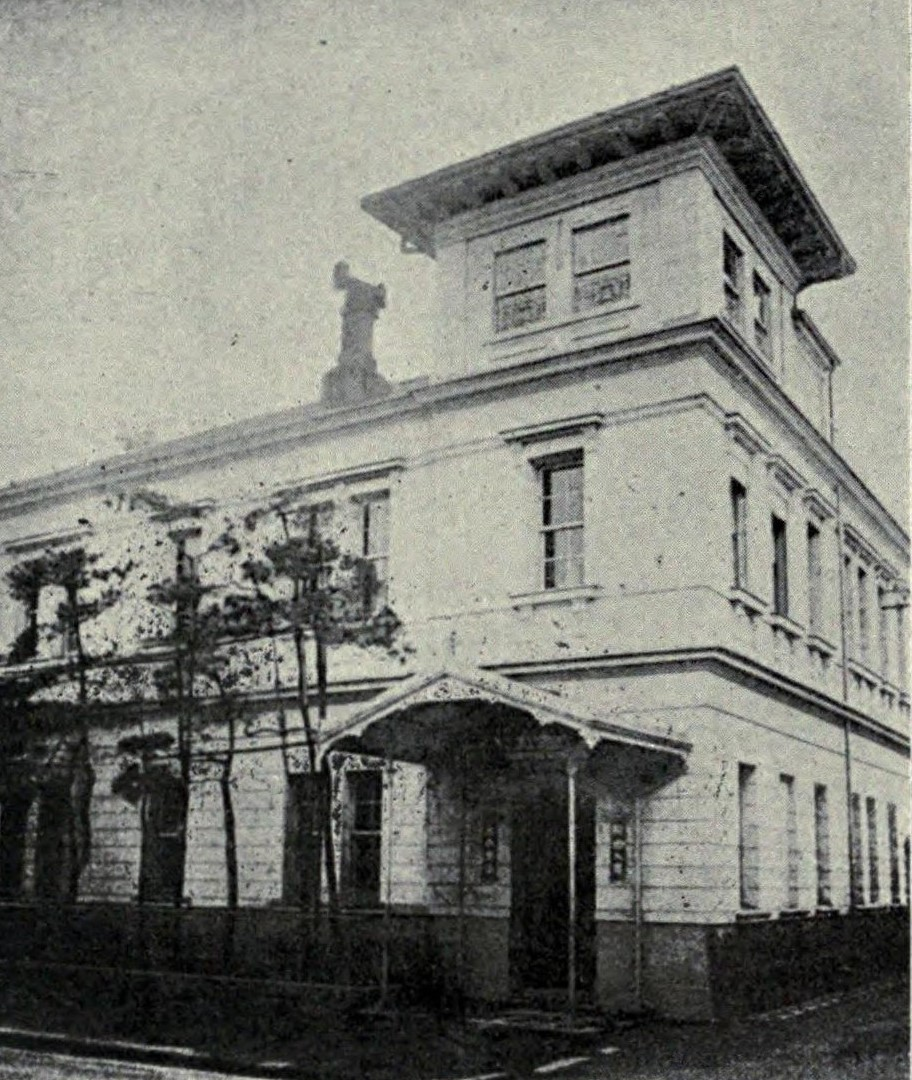
明治時代の米井商店

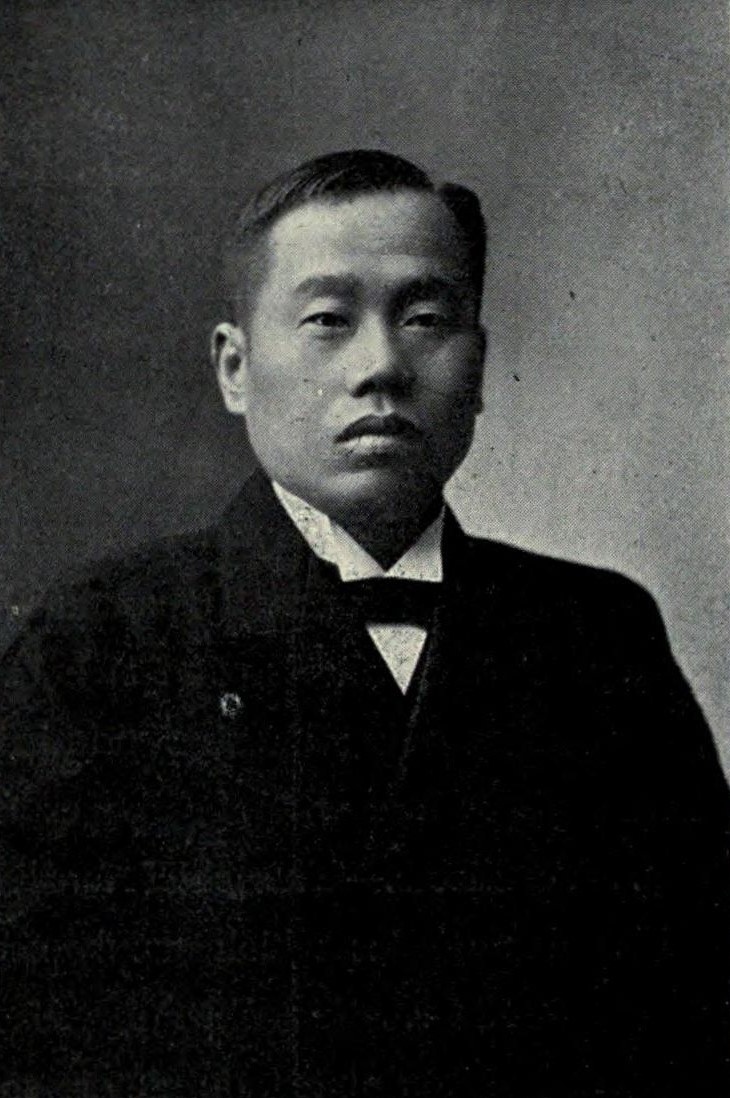
米井商店代表の米井源次郎。明治屋、明治護謨製造所の社長、麒麟麥酒の重役も務めた

株式会社ヨネイ（英名：YONEI&CO.,LTD.）は、三菱傍系の企業で、機材・機器類関連を主に取り扱う複合専門商社。三菱商事系。

## 概要
同社は建設機械・産業機械・工業用資材・映像機器・制御装置の5分野を主体とした専門商社。
匿名組合「磯野商会」（1897年（明治30年）2月、創始者磯野計、共同事業者米井源次郎）として設立したこともあり、日本国内における食品卸の名門・明治屋が設立を主導し、同社とは創業者もおおむね一致している。尚、三菱グループとの関係は後述のキリンビール（初代）や明治ゴム化成の設立に協力したことも背景にある。
また、この関係上から明治年間は暫く磯野・米井両家からの企業トップ輩出となっていたが、やがて磯野家が明治屋グループの経営にシフトしていったことから、後者の米井家が経営を主導（のちに米井商店へ社名変更、1917年（大正6年））。米井商店は京橋区銀座3丁目に社を構え、大阪、神戸、横浜に支店を持つほか、台北、ロンドン、グラスゴーを含む国内外に多数の代理店を有していた。
戦後は資本増強や拠点拡大を行うようになり、1984年（昭和59年）に社名を現社名へと変更した。また、1997年2月に創業100周年を迎える、世紀をまたいだ数少ない商社でもある。

## ヨネイビルディング
1930年竣工の本社ビル（東京都中央区銀座2丁目8−20）は、施工清水組（現・清水建設）、設計森山松之助による地上6階・地下1階から成る鉄骨鉄筋コンクリート造の建物で、中世ロマネスク風のデザインをもつ壮麗・瀟洒なものだった。1階は重厚な石貼の外壁に螺旋模様が施されたアーチ窓、2階以上の外壁はテラコッタ・タイルで隙間なく覆われていた。タイルの剥離が見られたため、1984年に2階以上の外壁や窓の改修が行われ見た目は様変わりしたが、銀座柳通りに今もあり、1階は内部が改装されて洋菓子店アンリ・シャルパンティエ銀座店として使われている。